# سانترالیسم دموکراتیک
سانترالیسم دموکراتیک، یک روشِ رهبری و مبانی سازماندهی درون حزبی است که توسط آن تصمیم‌گیری‌های سیاسی حزب (حزبی که اعضای آن به صورت دموکراتیک انتخاب شده‌اند) انجام می‌شود. این روش برای تمامی اعضای حزب الزام‌آور است و توسط طرفداران لنین و تروتسکی مورد بررسی قرار گرفته‌است.
سانترالیسم دمکراتیک توسط احزاب سیاسی لنینیستی استفاده می‌شد. این واژه گاهی به عنوانِ مترادف برای هر سیاست لنینیستی در داخل احزاب سیاسی استفاده می‌شود. جنبه دمکراتیک این روش سیاسی آزادی اعضای این حزب سیاسی به بحث‌های سیاسی است؛ اما پس از آن‌که تصمیم حزب براساس اکثریت آرا گرفته شد، از همه اعضا انتظار می‌رود که از تصمیم حمایت کنند که این جنبه نشان‌دهنده تمرکزمحوری یا سانترالیسم است.
جزوه چه باید کرد از سال ۱۹۲۰ به عنوان مرجع سانترالیسم دمکراتیک بوده‌است.
در آن زمان سانترالیسم دمکراتیک به عنوان مجموعه اصولی برای سازماندهی حزب کارگران انقلابی به حساب می‌آمد. مدل لنین برای چنین حزبی که بارها از آن نام برده‌است.
حزب سوسیال دموکرات آلمان، تأثیر پذیرفته از نظرگاه‌های ژان باتیستا فون شوایتزر بود.
لنین سانترالیسم دمکراتیک را به عنوان روشی شامل مجموعه‌ای از آزادی‌های بیان و اتحاد عمل توصیف کرده‌است.